# Église baptiste de l'avenue Franklin
L’Église baptiste de l'avenue Franklin (anglais : Franklin Avenue Baptist Church) est une megachurch chrétienne évangélique baptiste multisite basée à La Nouvelle-Orléans, Louisiane, aux États-Unis. Elle est affiliée à la Southern Baptist Convention. Son pasteur principal est Fred Luter.

## Histoire
L'église a été fondée à La Nouvelle-Orléans en 1940. En 1986, Fred Luter est devenu pasteur principal de l’église qui comptait 65 membres. En 1997, elle a fait la dédicace d’un nouveau bâtiment comprenant un auditorium de 2,000 places. En 2005, alors que l’église comptait 7,000 membres, l’ouragan Katrina a inondé ses locaux et de nombreux membres ont quitté la ville  ,. En 2006, elle a ouvert des campus à Baton Rouge et à Houston ,. En 2008, l’église a rouvert ses locaux rénovés sur l’avenue Franklin. En 2018, elle comptait 6,000 membres et a fait la dédicace d’un nouveau bâtiment comprenant un auditorium de 3,500 places.